# SSD (radioterapia)
SSD (ang. Source Skin Distance lub Source Surface Distance) – w radioterapii (zwłaszcza teleradioterapii) odległość od źródła promieniowania jonizującego do punktu wejścia wiązki w napromieniany obszar (najczęściej skóra pacjenta). W zależności od techniki napromieniania różna jest odległość SSD. W technice SSD odległość ta jest stała i wynosi najczęściej 100 cm. W technice izocentrycznej odległość ta jest zmienna, w zależności od grubości tkanek znajdujących się na drodze pomiędzy źródłem i napromienianym obszarem. W technikach specjalnych (np. TBI) stosuje się odległości SSD dużo większe od 100 cm, w celu uzyskania większego pola napromieniania.